# Нижняя артерия подушки таламуса
Парные (правая и левая) нижние артерии подушки таламуса (лат. arteriae pulvinares inferiores dextra et sinistra) - это небольшие артерии, кровоснабжающие нижние ядра соответствующих половинок подушки таламуса. Они являются ответвлениями задней мозговой артерии.